# Il fratello minore (film 1960)
Il fratello minore è un film del 1960 diretto da Kon Ichikawa, premiato con una menzione speciale al 14º Festival di Cannes.

## Riconoscimenti
- Festival di Cannes 1961
  - Menzione speciale della Commission Supérieure Technique